# Pteriomorphia
Die Pteriomorphia (Flügelförmige) sind eine Großgruppe der Muscheln (Bivalvia), die in den neueren Klassifikationen als Teil- oder Infraklasse innerhalb der Autolamellibranchiata geführt wird. Es handelt sich um eine große, fast ausschließlich im Meer vorkommende Muschelgruppe. Sie gilt als die Schwestergruppe der Heteroconchia (Heterodonta + Palaeoheterodonta). Die ältesten Pteriomorphia sind bereits aus dem Unteren Ordovizium bekannt.

## Charakterisierung
Die Gehäuse der Pteriomorphia sind meist gleichklappig bis leicht ungleichklappig. Die zur Großgruppe gerechneten Austern (Ostreida) haben unregelmäßige, fest an das Substrat zementierte Gehäuse. Die Schalen sind ursprünglich aragonitisch; in etlichen Gruppen werden jedoch auch Schalenschichten aus Kalzit-Kristallen aufgebaut.
Das Schloss ist vielgestaltig, die Schließmuskeln sind gleichförmig, ungleichförmig und z. T. sogar zu einem Muskel reduziert. Der Fuß ist in der Regel gut entwickelt, in einigen Taxa kann er auch reduziert sein. Er dient in der Regel zum Graben, Kriechen und seltener auch zum Bohren.

## Lebensweise
Die Pteriomorphia sind fast ausschließlich marin lebende Muscheln. Sehr verbreitet innerhalb der Gruppe ist die Anheftung an das Substrat mit Hilfe des organischen Byssus. Innerhalb der Limida gibt es freilebende Formen, die mit Hilfe des Rückstoßprinzips schwimmen können.

## Systematik

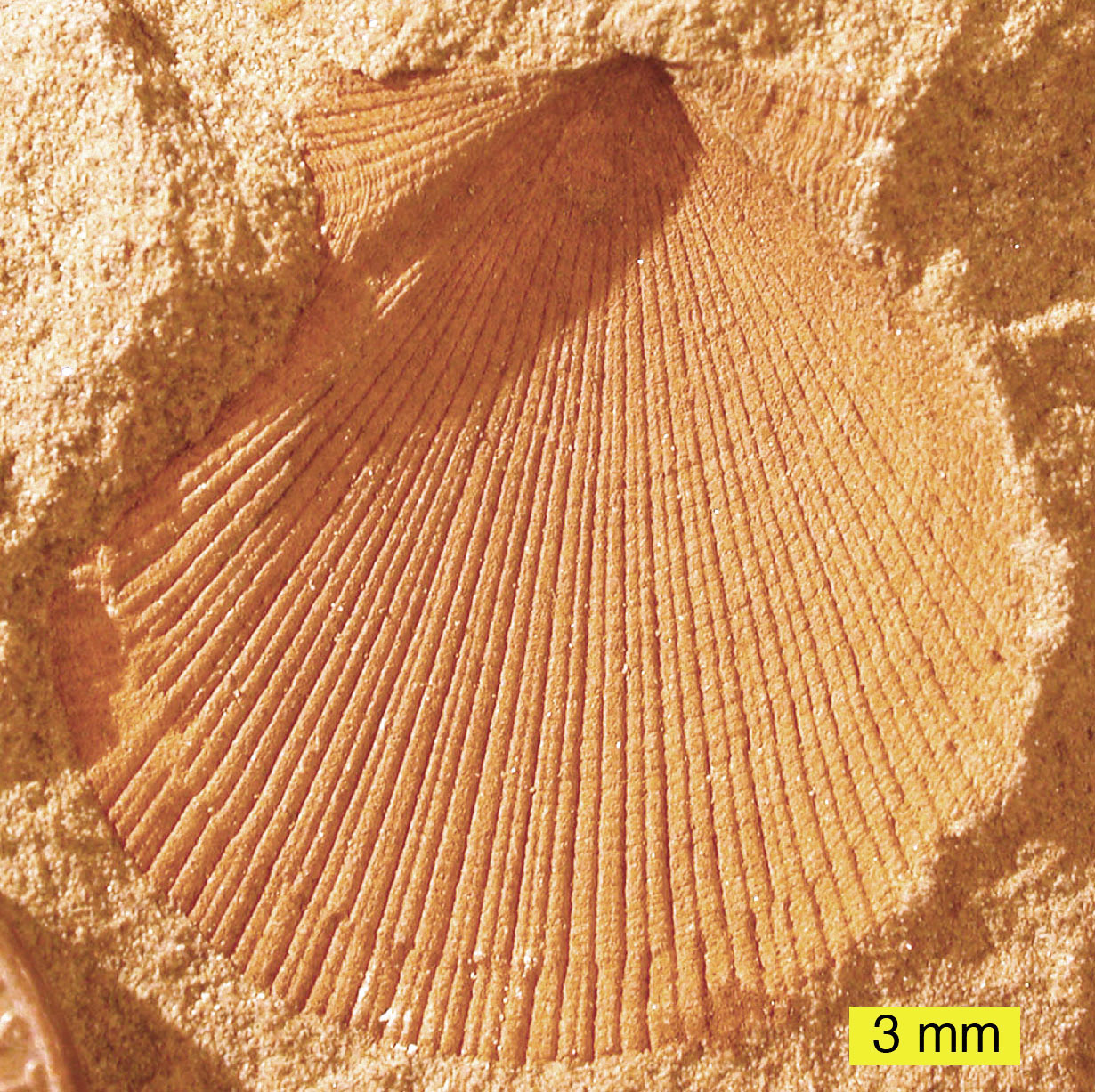
Aviculopecten subcardiformis

Die Pteriomorphia werden in der Kladistik als die Schwestergruppe der Heteroconchia betrachtet. Die Unterteilung der Pteriomorphia nach der neuesten Klassifikation von Bieler & Mikkelsen (2006) beinhaltet fünf Ordnungen. Von den meisten anderen Autoren wird noch eine sechste Ordnung dazugestellt. Dazu kommen noch zwei ausschließlich fossile Ordnungen, die von Bieler & Mikkelsen (2006) nicht berücksichtigt sind.
Pteriomorphia Beurlen, 1944
- Ordnung Arcida STOLICZKA, 1870
- Ordnung Mytilida FÉRUSSAC, 1822
- Ordnung Pteriida NEWELL, 1965
- Ordnung Limida Waller, 1978
- Ordnung Pectinida ADAMS & ADAMS, 1857 (nicht allgemein anerkannt)
- Ordnung Ostreida FÉRUSSAC, 1822 (diese Ordnung wird von Bieler et al. (2006) zur Überfamilie "degradiert" und der Ordnung Pteriida Newell, zugewiesen.).
- Ordnung †Praecardioida NEWELL, 1965
- Ordnung †Cyrtodontoida Scarlato & Starobogatov, 1971.

Andere Autoren unterteilen die Teilklasse noch in drei Überordnungen: Isofilibranchia (Ord. Mytilida), Prionodonta (Ordnungen Cyrtodonta und Arcida) und Eupteriomorphia (Ordnungen Pteroida, Limida, Ostreida, Pectinida).